# 율리아 리빌라
율리아 리빌라(라틴어: Julia Livilla)(18년 ~ 41년)는 로마 제국의 공주였다. 로마의 장군 게르마니쿠스와 초대 로마 황제 아우구스투스의 증손녀인 대 아그리피나 사이에서 태어났다.

## 생애
율리아 리빌라는 아우구스투스 황제의 손녀딸이고, 티베리우스의 양손녀이며 조카딸이고, 칼리굴라와 소 아그리피나의 여동생이며, 클라우디우스의 조카딸이며, 네로의 이모였다.